# Alfabeto manual

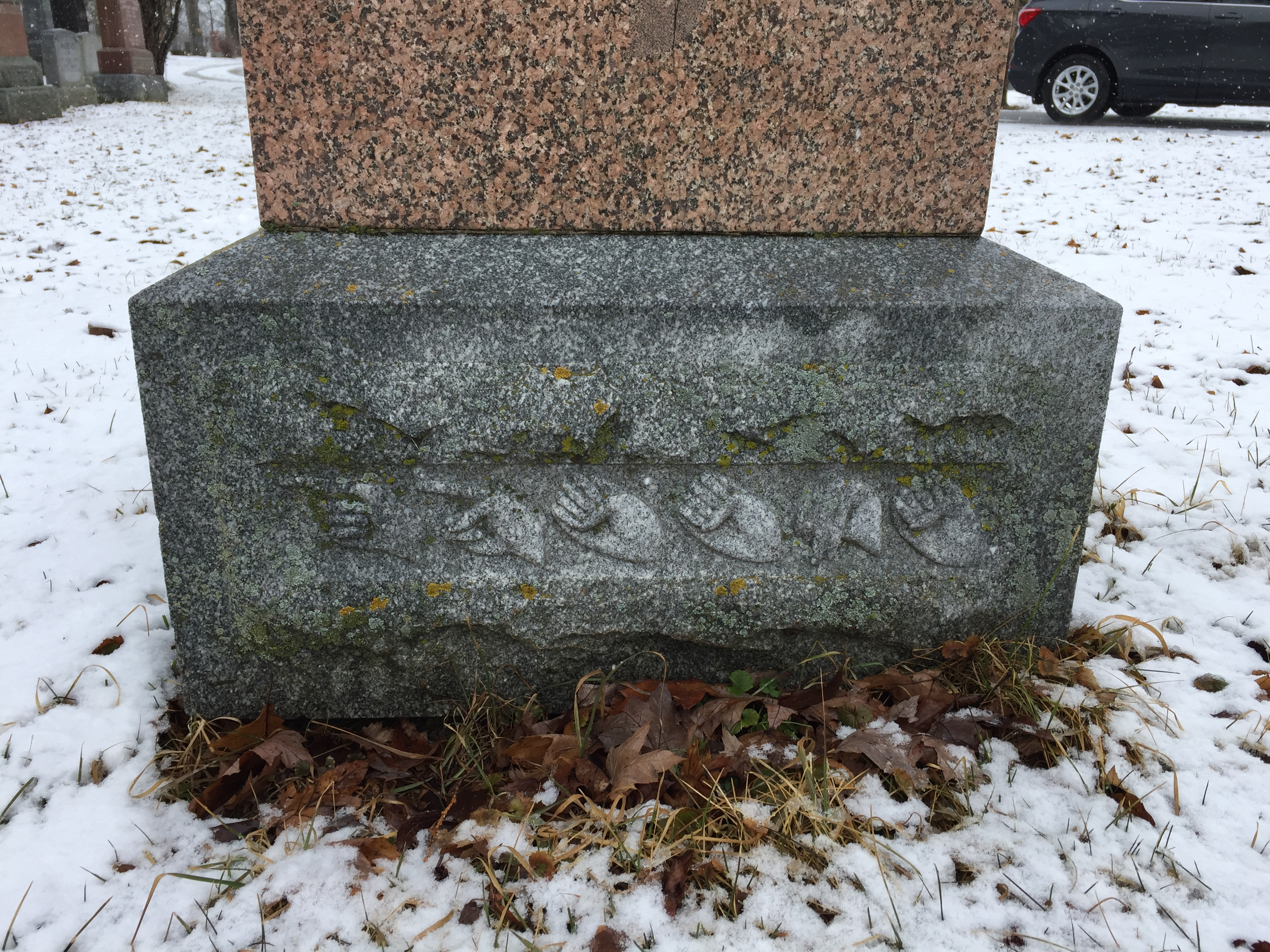
El apellido "Greene" escrito en alfabeto manual.

El alfabeto manual o dactilológico es un sistema de representación, oral simbólica, ya icónica, de las letras de los alfabetos de las lenguas orales-escritas por medio de las manos.
En general, es error común equiparar el alfabeto manual a las lenguajes de señas cuando, en realidad, es la notación quinésica (espacio-gesto-visual), por medio de las manos, de las letras de las lenguas orales, o mejor dicho de sus gramma (caracteres) escritos.

## Tipología formal

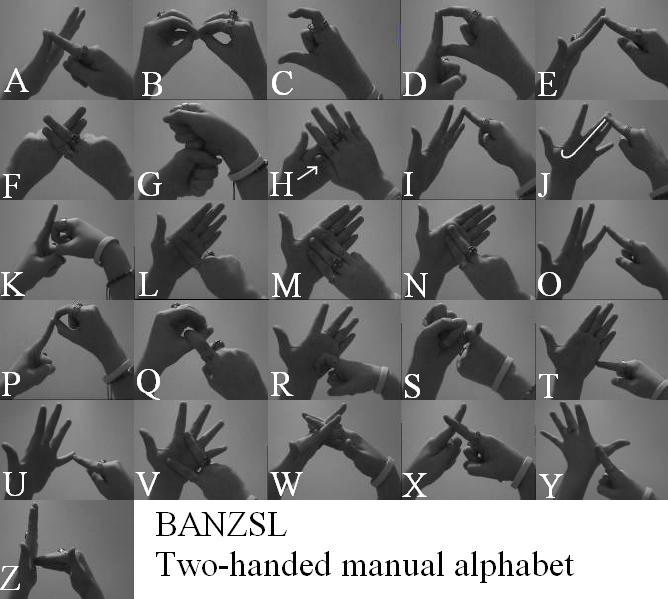
Alfabeto bimanual inglés, por Neil Evans.

Por su conformación, se clasifica en dos tipos: 
- Bimanual, donde se representan convencionalmente los caracteres en las distintas falanges y coyunturas de la mano pasiva (generalmente la izquierda, la derecha los zurdos), usándose el índice de la otra mano (dominante) como puntero señalador. Aunque su origen es muy antiguo, pues ya era utilizado por los monjes de Irlanda en el siglo VII para enseñar los caracteres de los alfabetos ogámico y latino, los sordos del Reino Unido y de algunos otros países del Commonwealth -Australia, África del Sur, Nueva Zelanda, algunas zonas de Canadá...- lo usan todavía en la actualidad.

- Unimanual, en el que la mano dominante (generalmente la derecha) representa gráficamente las letras impresas en minúsculas del alfabeto latino. Tiene su origen en España, probablemente en las comunidades de judíos conversos y en los inicios del siglo XVI (Gascón y Storch de Gracia, 2004), por lo que ha sido conocido internacionalmente como alfabeto manual español y, más modernamente, como alfabeto manual internacional.

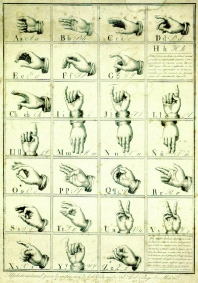
Alfabeto manual español, grabado de Francisco de Paula Martí Mora, [Madrid, 1815], (Biblioteca de Cataluña, Sección de Grabados)

En la mayoría de los países cuyas lenguas oficiales se escriben con el alfabeto latino -e, incluso, en los países árabes, como Egipto o Marruecos, si bien que adaptado a la grafía árabe- usan los sordos, para representar dichos caracteres, un mismo alfabeto unimanual, basado en el alfabeto manual español. Aunque hay algunas leves diferencias entre ellos, la mayoría de configuraciones manuales adoptadas para representar las letras del alfabeto latino son las mismas.

## Historia
Este alfabeto manual común tiene su origen en España, pues la fuente más antigua conocida, la obra de un fraile franciscano español llamado fray Melchor Sánchez de Yebra (1526-1586), fue publicada póstumamente en Madrid, el año 1593. Éste afirma en su libro que la fuente original de ese alfabeto manual es San Buenaventura (fray Juan de Fidanza, 1221-1274).
Otro fraile español, contemporáneo de Sánchez de Yebra, fray Pedro Ponce de León (circa 1508-1584), también había hecho uso de un alfabeto manual para educar a varios niños sordos. La difusión alcanzada por el alfabeto manual de Sánchez de Yebra, sin embargo, no se debe a Ponce de León, quien no llegó a hacer públicos sus métodos de trabajo, sino a un libro publicado en 1620 por otro español, Juan de Pablo Bonet, cuyo título era Reduction de las letras y Arte para enseñar á ablar los Mudos (editado en Madrid, 1620). Pablo Bonet era secretario de la familia Fernández de Velasco (Condestables de Castilla), en la que nacieron muchos vástagos sordos -por causa de la endogamia provocada por los frecuentes matrimonios entre parientes, realizados para mantener los mayorazgos (patrimonios) vinculados a la familia- y para algunos de los cuales había ya trabajado Ponce de León, medio siglo antes, como maestro. 

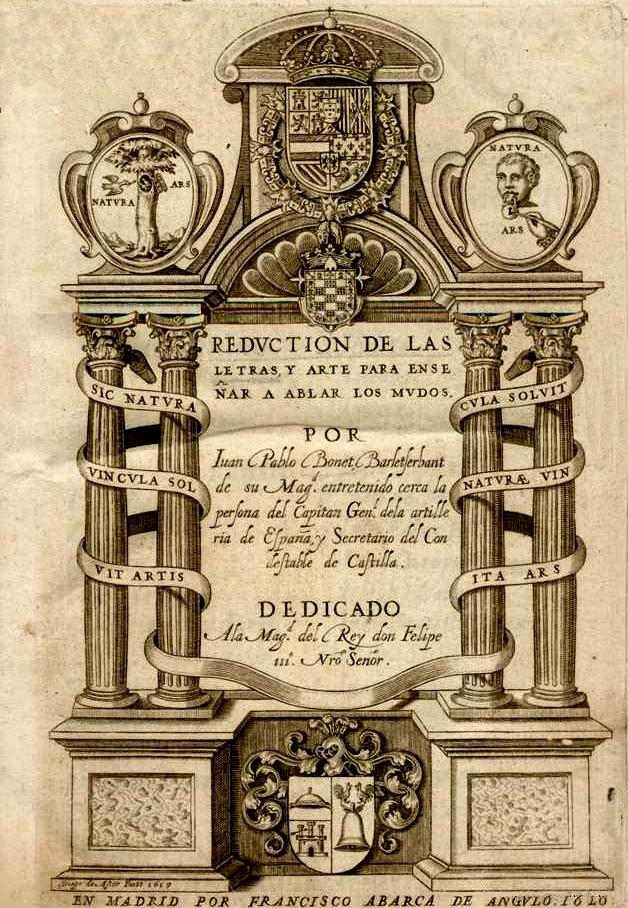
Reducción de las letras y arte para enseñar a hablar a los mudos (1620), de Juan Pablo Bonet.

Las fuentes de Pablo Bonet, así como sus métodos de trabajo o incluso su misma condición de maestro constituyen un tema muy controvertido. Según fuentes antiguas de varios compatriotas suyos (Nicolás Antonio, fray Benito Jerónimo Feijoo, etc.), Pablo Bonet había plagiado todos sus saberes (entre ellos el alfabeto manual) de Ponce de León, de modo que muchos autores recientes se hacen eco de esta especie, y acusan a Pablo Bonet de plagiario (ver Pérez de Urbel 1973, Günther 1996, entre otros). 
En una investigación reciente, los historiadores españoles Gascón y Storch de Gracia (2004 y 2006) denuncian esta imputación como falsa: en primer lugar, afirman que el alfabeto de Ponce de León no era el mismo publicado por Sánchez de Yebra o Pablo Bonet, sino que era un sistema de base bimanual, similar al usado hoy por los sordos en Inglaterra; en segundo lugar, exponen que Pablo Bonet, en su obra, aunque no revela sus fuentes, tampoco se atribuye la autoría del alfabeto, sino que se limitó a exponerlo y utilizarlo. 
Una razonable hipótesis de estos autores (Gascón y Storch de Gracia, 2004 y 2006) apunta al muy probable origen del alfabeto manual en la comunidad judeoconversa de Toledo -para mantener el sigilo de sus conversaciones ante oídos indiscretos que pudieran causarles problemas frente al acoso de la Inquisición-, de donde fue recogido por Sánchez de Yebra (fraile franciscano en Toledo), divulgado por Pablo Bonet (de probada ascendencia judía, tanto por parte de padre como de madre) en 1620, por Juan Bautista Morales en 1623, aunque atribuye su paternidad a Manuel Ramírez de Carrión y por este último (de probable ascendencia judía, razón por la que sus padres, residentes en Toledo, tuvieran que emigrar a Hellín -Albacete-) en 1629, y usado por Rodríguez Pereira (de probada ascendencia y religión judías, por lo que tuvo que emigrar primero a Portugal y luego a Francia) en el siglo XVIII. 
Pablo Bonet tuvo el mérito de haber documentado y divulgado para la Historia esta aportación comunicativa, en su libro editado en 1620 y que fue muy popular, conocido en su versión original por varios famosos maestros de sordos de los siglos XVII -como Juan Bulwer y Juan Wallis en Inglaterra, o Juan Conrado Ammann en Holanda y Alemania-, XVIII -tales como Jacobo Rodriguez Pereira y Carlos Miguel de l´Epée en Francia-, o XIX, como Lorenzo Clerc, quien lo llevó de Francia a los Estados Unidos. Fue traducido, en el siglo XIX, a varias lenguas europeas, lo que aumentó su fama universal. A partir de esa fuente común, fue adoptado el alfabeto manual español en casi todo el mundo, con pequeñas variaciones de configuración en algunas de las letras. De aquí la forma común de los alfabetos manuales en los países que usan el alfabeto latino, donde aún se le designa como alfabeto manual español o alfabeto manual internacional.
Un punto al que es necesario referirse aquí es la creencia, común entre las gentes del siglo XVI, acerca de una relación entre las formas de las letras y las posiciones adoptadas por el tracto vocal para articular los sonidos correspondientes. Esta especie, incomprensible para nuestra época, se basaba en la tradición cabalística judía, según la cual las letras del alfabeto hebreo son de origen divino, y tienen en sí mismas un valor que trasciende su carácter de meros instrumentos para transcribir sonidos. Esto fue adoptado por escritores europeos y aplicado también a la descripción del alfabeto latino. Pablo Bonet, atendiendo a sus antecedentes judíos (los mismos que Rodríguez Pereira y, probablemente, Ramírez de Carrión) se hace eco de esta creencia, y dedica varios fragmentos de su libro a explicar la correspondencia que existe entre las formas de las letras y las posiciones de la boca al articular los sonidos correspondientes. Así el sonido vocal /a/, por ejemplo, cuya producción implica abrir y relajar completamente la boca, se relacionaba con la forma de la letra “A”, vista como una suerte de trompeta que en el lado del ángulo representaba la garganta, y en su parte abierta el canal de la boca abierta, por donde salía el aire.
- Láminas del «Abecedario demonstrativo». Ocho grabados calcográficos de Diego de Astor insertos entre las páginas 130 y 131 de la obra de Juan de Pablo Bonet, Reducción de las letras y Arte para enseñar á ablar los Mudos, publicado en Madrid en 1620:

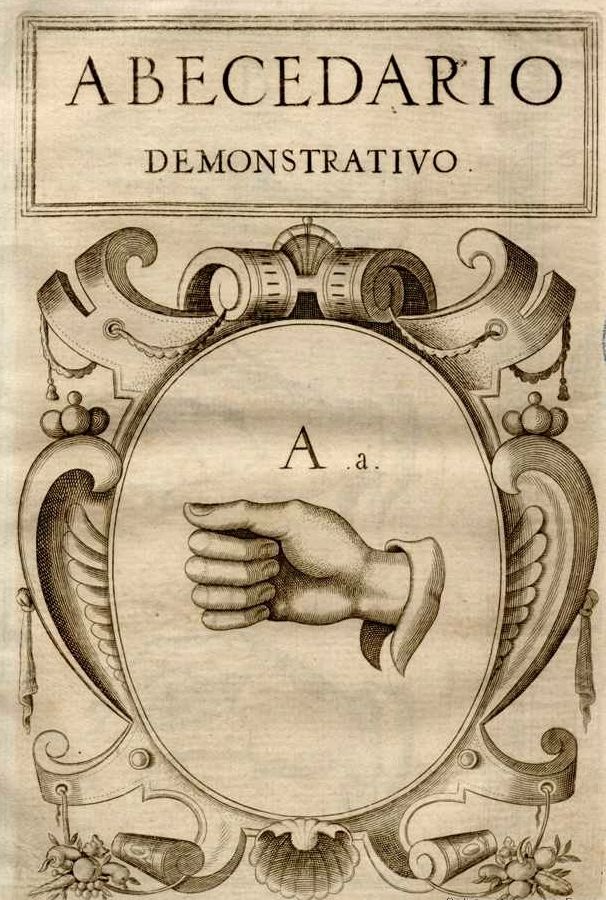
A.
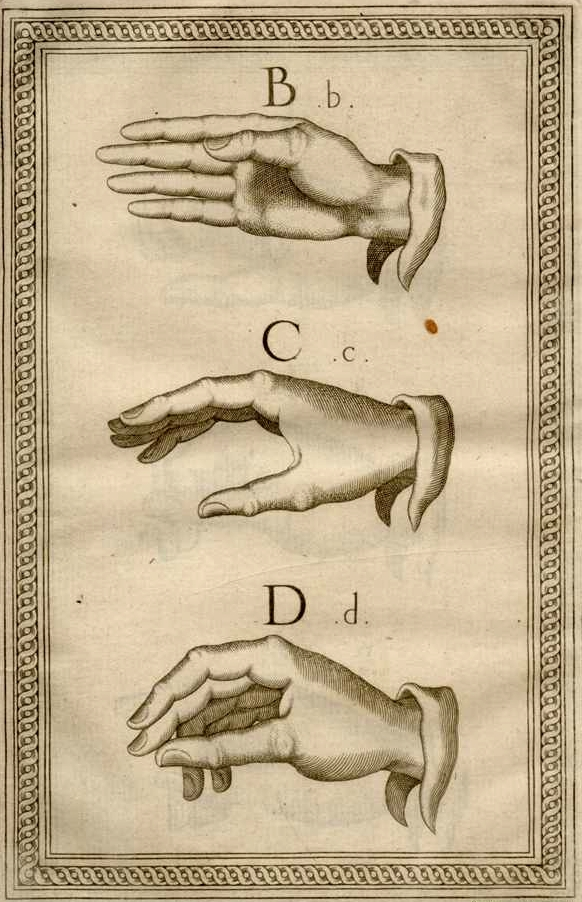
B, C, D.
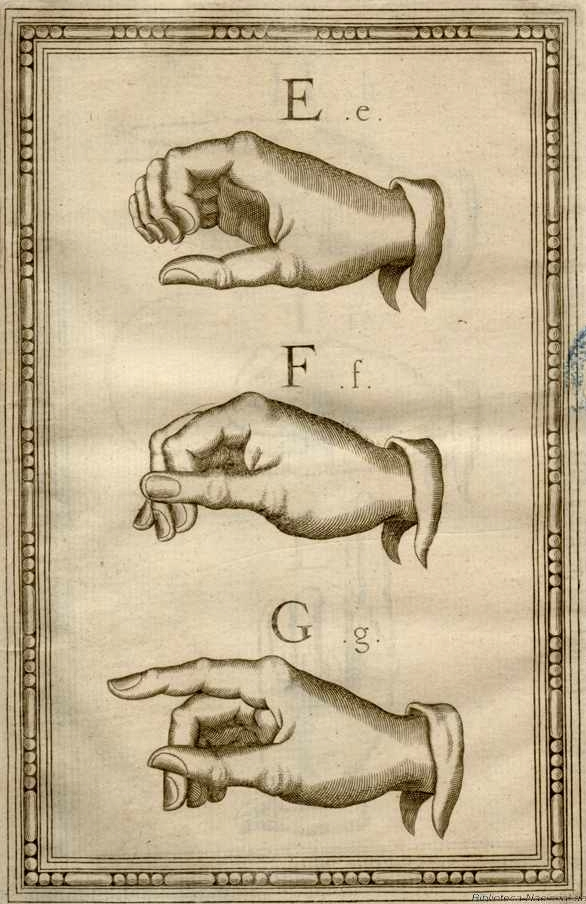
E, F, G.
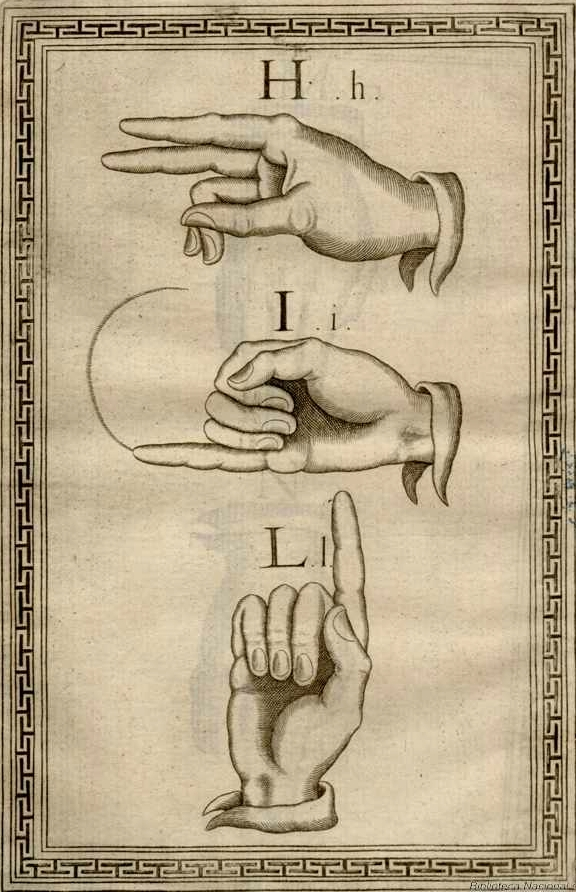
H, I, L.
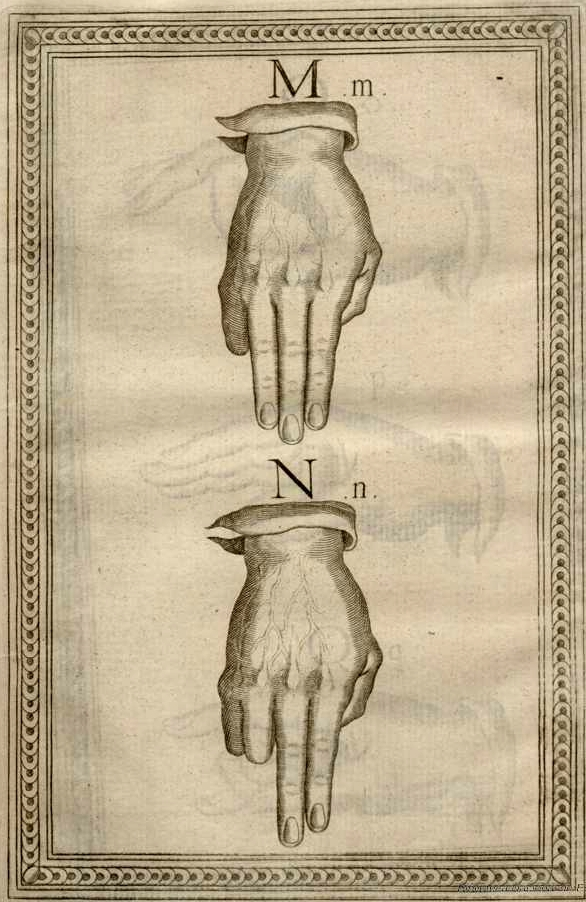
M, N.
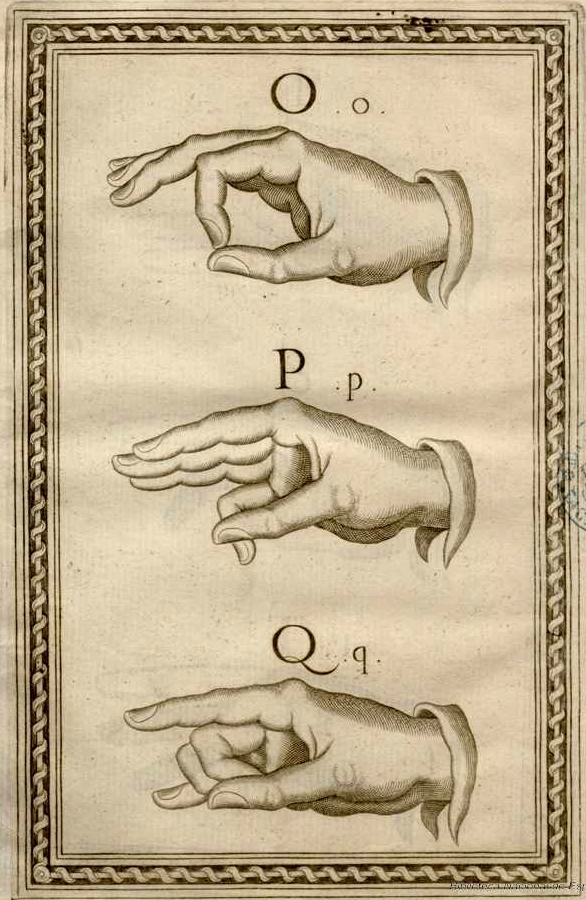
O, P, Q.
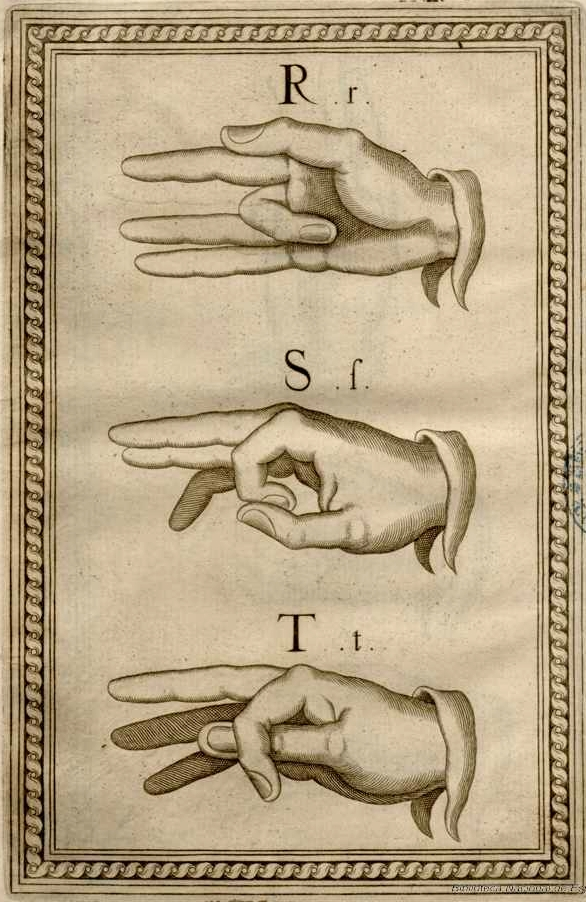
R, S, T.
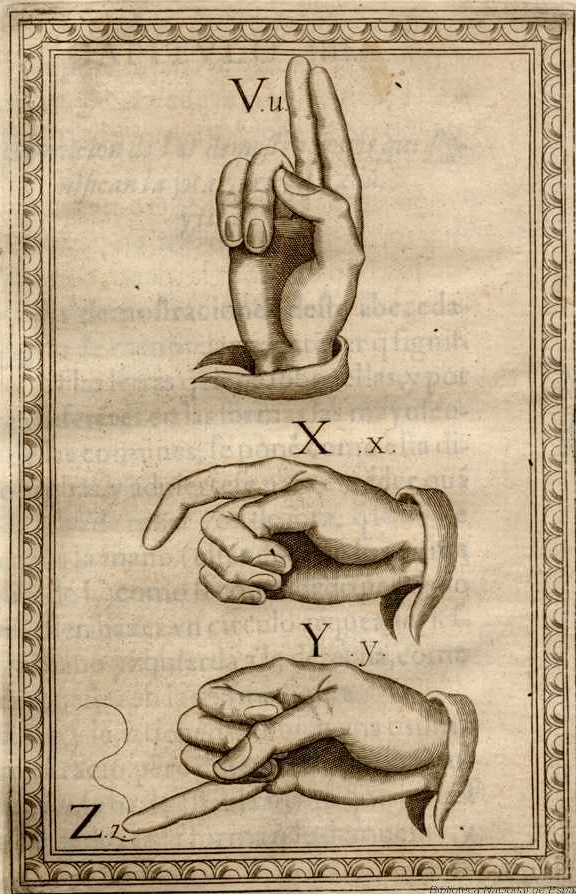
V, X, Y, Z.